# Selo pri Žirovnici
Selo pri Žirovnici – wieś w Słowenii, w gminie Žirovnica. 1 stycznia 2017 liczyła 298 mieszkańców.